# Paul Friedrichsen
Paul Friedrichsen (* 6. Oktober 1893 in Kiel; † 18. März 1969 in Hamburg) war ein deutscher Maler und Scherenschneider.

## Leben und Werk
Paul Friedrichsen wurde am 6. Oktober 1893 in Kiel in eine alte Musiker- und Malerfamilie geboren. Er besuchte die Kunstakademie in Berlin, wo er zeitweilig in der Malereiklasse von Lovis Corinth arbeitete. Anschließend setzte er seine Studien in Breslau fort. Vorübergehend kam Friedrichsen nach Dresden, bevor er sich endgültig in Hamburg niederließ. Er wohnte mit seiner Frau Hilde im Treppenviertel in Blankenese, wo sich auch sein Atelier befand. Dort starb Friedrichsen am 18. März 1969.
Anfangs konzentrierte sich Friedrichsen auf den traditionellen Scherenschnitt. Er verkaufte seine „originalen Handschnitte“, illustrierte Kinderbücher und veröffentlichte Mappen mit niederdeutschen Motiven. Auch Erotisches im Stil des Art déco gehörte zu seinem Repertoire.
Spätestens seit 1925 gestaltete Friedrichsen auch mehrfarbige Scherenschnitte. Daraus entwickelte er seinen ureigenen Stil, der bis heute einzigartig geblieben ist. Die Balustrade der Lombardsbrücke mit dem im Dunst silhouettenhaft erscheinenden Jungfernstieg im Hintergrund habe ihn einst veranlasst, seinen schwarzen Scherenschnitten eine graue Silhouette zu hinterlegen. Dieser Manier, die einen neuen Silhouettenstil bedeutete, blieb er zeitlebens treu. Paul Friedrichsens Scherenschnitte von Hafen, Elbe und Schifffahrt, von Hamburger Typen und der Küstenlandschaft, wurden außerordentlich erfolgreich. Schon 1939 und 1940 fertigte er in diesem Stil Titelillustrationen für Bücher wie Chronik der Stadt Hamburg, Chronik der Reichshauptstadt und Unser Lied (herausgegeben vom Nationalsozialistischen Lehrerbund Gau Hamburg), in dem sich auch die unvermeidliche Hakenkreuzfahne findet.
Seinen absoluten künstlerischen Durchbruch erlangte er aber erst in der Nachkriegszeit. Die Galerie Commeter handelte seine Werke. In zahlreichen Hamburger Schulen hingen seine Hamburgensien. Auch Hefte zum Schulgebrauch illustrierte er. Seine Arbeiten benannte er durchweg mit plattdeutschen Titeln.  Seine Handschnittkunst war so einmalig, dass er sie anlässlich seines 75. Geburtstages in der Aktuellen Schaubude vorführen musste.
In der Nachkriegszeit dienten die Scherenschnitte möglicherweise vor allem dem Broterwerb. Friedrichsen wurde der „Schwarzen Kunst“ müde und ihn überwältigte die Sehnsucht nach Farbe. Es trieb ihn, seine Welt auch einmal anders als im Profil darzustellen. Dann entstanden in leuchtenden, übersteigerten Farben Ölbilder und vor allem Aquarelle vom Hamburger Hafen, von der Elbe und der Nordseeküste, von Dünen und Steilküsten.
Bis heute werden seine Schnitte, Aquarelle und Ölbilder gehandelt.

## Veröffentlichungen
- Mappe mit 8 Blättern von Paul Friedrichsen: Aus Niederdeutschland, Quickborn-Verlag Hamburg, 1922
- Titelillustration und 9 Handschnitte von Paul Friedrichsen: Im Kinderland. Ernst und heiter, Sächsischer Pestalozzi-Verein, 1930
- Titelillustration und Handschnitte von Paul Friedrichsen: Lebensborn 1933, Ein Jahrweiser für innere Erneuerung, Verlag Limpert, Dresden
- Buchillustrationen von Paul Friedrichsen: "Unser Lied", Ein Sing- und Musizierbuch für die Jugend, Paul Hartung Verlag 1935, herausgegeben vom Nationalsozialistischen Lehrerbund Gau Hamburg
- Mappe mit 4 Handschnitten von Paul Friedrichsen: Kinderland, 1935,
- Titelillustration von Paul Friedrichsen: Hamburg / Chronik der Stadt Hamburg, Texte Johannes Saß und Hermann Okraß, Vorwort Karl Kaufmann, Gauleiter, Curt Hermann Weise Verlag, 1939
- Titelillustration von Paul Friedrichsen: Chronik der Reichshauptstadt Texte Max Arendt und Alfred Karrasch, Curt Hermann Weise Verlag, 1940
- Titel- und Buchillustrationen von Paul Friedrichsen: "Rolf und seine Freunde" von Werner Demuth zum Schulgebrauch in Hamburg, Westermann, 1966